# Gorner gorge
Gorner gorge (tyska: Gornerschlucht) är en dal i Schweiz.   Den ligger i distriktet Visp och kantonen Valais, i den södra delen av landet, 110 km söder om huvudstaden Bern.
Trakten runt Gorner gorge består i huvudsak av gräsmarker. Runt Gorner gorge är det glesbefolkat, med 10 invånare per kvadratkilometer.